# Пелагия Антиохийская
Пелагия Антиохийская (Елеонская, Палестинская; ум. ок. 457 года) — христианская святая, почитается в лике преподобных, память совершается 8 октября по юлианскому календарю или 21 октября по григорианскому.
Родилась в Антиохии Сирийской, отличалась необыкновенной красотой, до обращения ко Христу вела легкомысленный и распущенный образ жизни, была танцовщицей и блудницей. Имела прозвище Маргарита, что значит «Жемчужина».
Однажды епископы Сирии съехались на Собор в Антиохию. В их числе был епископ Илиопольский Нонн, управлявший церковью палестинского города Илиополь (Гелиополь). Епископы попросили Нонна как самого старейшего прочитать проповедь перед народом. Выйдя из храма, епископы увидели толпу молодых людей. Среди них выделялась красотой и бесстыдством одежд Пелагия. Согласно житию, епископы отвернулись, а епископ Нонн сказал:
| Поистине многому я научился от неё; ибо женщину сию поставит Господь на страшном Своём суде и ею осудит нас. Как вы думаете, сколько времени она провела в своей опочивальне, моясь, одеваясь, разными способами украшая себя и осматриваясь в зеркало, всю свою мысль и попечение полагая в том, чтобы красивее всех явиться очам временных своих поклонников? А мы, имея Жениха Бессмертного на небесах, на Кого ангелы взирать желают, не заботимся об украшении окаянной души нашей, осквернённой, обнажённой и исполненной срама, не стараемся омыть её слезами покаяния и одеть красотою добродетелей, дабы явилась она благоугодной пред очами Божиими и не была посрамлена и отвержена во время брака Агнца. |

Придя в гостиницу, святой Нонн усердно молился о спасении Пелагии. В следующее воскресение, когда Нонн совершал Божественную литургию, Пелагия, влекомая таинственной силой, впервые пришла в храм. Богослужение и проповедь святого Иоанна так потрясли её, что она пришла в ужас от своей грешной жизни. Придя к Нонну, она изъявила желание креститься, но не была уверена, помилует ли её Господь: «Грехи мои многочисленнее песка морского, и не достанет воды в море, чтобы омыть мои скверные дела». Святой Нонн утешил её надеждой на милосердие Божие и крестил её.
Став христианкой, Пелагия собрала своё имущество и принесла Нонну. Нонн велел раздать его нищим, говоря: «Пусть будет умно потрачено худо собранное». Несколько дней спустя Пелагия, переодевшись в мужскую одежду, покинула город. Она пришла в Иерусалим и здесь приняла монашеский постриг. Её приняли за юношу. Устроив себе келью на Елеонской горе, она затворилась в ней и начала вести строгую монашескую жизнь в покаянии, посте и молитве. Жители окружающих мест считали её за инока Пелагия, евнуха. После нескольких лет, достигнув многих духовных дарований, инок Пелагий скончался (приблизительно в 457 году). При погребении выяснилось, что почивший инок — женщина.